# Hyphydrus omercooperae
Hyphydrus omercooperae är en skalbaggsart som beskrevs av Borislav Guéorguiev 1975. Hyphydrus omercooperae ingår i släktet Hyphydrus och familjen dykare. Inga underarter finns listade i Catalogue of Life.